# در برابر باد (فیلم ۱۹۹۰)
در برابر باد (به اسپانیولی: Contra el viento) فیلمی اسپانیایی به کارگردانی پاکو پرینان در ژانر درام و عاشقانه است که در سال ۱۹۹۰ میلادی منتشر شد. از بازیگران آن می‌توان به آنتونیو باندراس، اما سوآرس و روساریو فلورس اشاره کرد.
این فیلم ابتدا در ۳۸امین دوره جشنواره بین‌المللی فیلم سن‌سباستین در سال ۱۹۹۰ به نمایش درآمد. سپس در سال ۱۹۹۱ در پنجمین جایزه فیلم گویا در دو بخش بهترین کارگردان نوظهور (پاکو پرینان) و همچنین بهترین بازیگر نقش مکمل زن (روساریو فلورس) کاندیدای نهایی دریافت جایزه شد که موفق به کسب هیچ‌کدام نشد.

## داستان
«خوان» (آنتونیو باندراس) از مادرید فرار می‌کند و با خواهرش «آنا» (اما سوآرس) که در معدنی در سواحل اندلس کار می‌کند، رابطه عاشقانه و جنسی برقرار می‌کند. هنگامی که دوستی او با «روساریو» (روساریو فلورس)، یک دختر مغازه‌دار محلی، عاشقانه می‌شود، آنا تلاش می‌کند که رابطه‌شان را دوباره برقرار کند. خوان ابتدا مقاومت می‌کند، اما آنا اصرار و ادعا می‌کند که خوان تنها مردی است که می‌تواند دوستش داشته باشد و خوان از روساریو فاصله می‌گیرد.
در این حین معدن مشکلاتی نظیر نرخ بالای سرطان در منطقه ناشی از زباله‌های رادیواکتیو ایجاد کرده‌است. یک مهندس ایمنی خارجی، «پترسن»، سعی می‌کند با آنا ارتباطی عاشقانه برقرار کند اما با مخالفت او مواجه می‌شود هرچند به پترسن اجازه می‌دهد در خانه ییلاقی آنها کنار دریا بماند.